# Iowa Colony
Iowa Colony é uma vila localizada no estado norte-americano do Texas, no Condado de Brazoria.

## Demografia
Segundo o censo norte-americano de 2000, a sua população era de 804 habitantes.
Em 2006, foi estimada uma população de 940, um aumento de 136 (16.9%).

## Geografia
De acordo com o United States Census Bureau tem uma área de
14,9 km², dos quais 14,9 km² cobertos por terra e 0,0 km² cobertos por água.

## Localidades na vizinhança
O diagrama seguinte representa as localidades num raio de 16 km ao redor de Iowa Colony.